# Гульхан-Евдокия
Гульхан-Евдокия (груз. გულქან-ევდოკია; ум. 2 мая 1395) — грузинская царевна, первая супруга трапезундского императора Мануила III Великого Комнина. Первоначально её звали Гульхан-хатун, христианское имя Евдокия же она приняла при крещении.

## Происхождение
Гульхан была дочерью Давида IX, царя Грузии, и его жены Синдухтар Джакели. Она также была сестрой другого грузинского царя, Баграта V Великого.
Её дедом по отцовской линии был Георгий V Блистательный, личность его жены и бабушки Гульхан неизвестна. Грузинские хроники XVIII века сообщают о том, что он женился на дочери «греческого императора, владыки Михаила Комнина». Однако правящей династией в Византийской империи в XIV веке были Палеологи, а не Комнины. Брак дочери Михаила IX Палеолога и его жены Риты II с грузинским правителем не зафиксирован в византийских источниках. Также не существует никаких сведений о каких-либо незаконнорожденных дочерях Михаила IX. Комнины же в этот период правили в Трапезундской империи. Михаил Комнин занимал её престол с 1344 по 1349 год. Его женой была Акрополитисса. Их единственным ребёнком, зафиксированным в первоисточниках, был Иоанн III Великий Комнин. Были ли у того братья или сёстры неизвестно.
Её дедом по материнской линии был Кваркваре II Джакели, князь Самцхе. Джакели носили грузинский феодальный титул эристави.

## Замужество
Гульхан первоначально была помолвлена или была замужем за Андроником, незаконнорожденным сыном трапезундского императора Алексия III Великого Комнина. 14 марта 1376 года Андроник выпал из окна императорского дворца и впоследствии скончался от полученных травм. Согласно Михаилу Панарету, в его похоронной процессии участвовали только его мать и императрица-мать, а Гульхан была помолвлена с Мануилом, которого Панарет описал как «младшего, достойного и законного» сына императора. Эти обстоятельства породили среди историков подозрения в истории с гибелью Андроника. Так в «Europäische Stammtafeln» (1978) Детлеф Швеннике пишет, что он был убит, будучи выброшенным из башни.
Панарет воспроизвёл хронологию заключения брака Гульхан. Заключение второй помолвки состоялось, когда она ещё жила в Иберии. Она покинула царство своего отца и встретилась с представителями императора в Макрагиале 15 августа 1377 года. С ними она прибыла в Трапезунд в воскресенье, 30 августа. 5 сентября Гульхан была коронована, приняв царское имя Евдокия, а на следующий день митрополит Трапезундский Феодосий обвенчал её с Мануилом. Свадебные торжества продолжались неделю.
Их единственный сын правил Трапезундской империей под именем Алексея IV Великого Комнина.

## Императрица
20 марта 1390 года Алексей III скончался. Муж Гульхан вступил на престол под именем Мануила III. Её пребывание в роли императрицы-супруги было недолгим и закончилось с её смертью 2 мая 1395 года. Мануил III же впоследствии женился на Анне Филантропене.